# William Ruto
William Kipchirchir Samoei Arap Ruto (Kamagut, 21 december 1966) is een Keniaanse politicus en de vijfde en huidige president van Kenia sinds 13 september 2022. Voorafgaand aan zijn presidentschap was hij de eerste gekozen vicepresident van Kenia van 2013 tot 2022. Eerdere houders van deze functie werden ook aangeduid als vicepresident, maar de ambtsdrager werd niet verkozen maar benoemd door de president. Eerder diende hij in drie kabinetten als de Minister van Binnenlandse Zaken, de Minister van Landbouw en de Minister voor Hoger Onderwijs.
Ruto werd gekozen als lid van het Parlement voor het Eldoret North-kiesdistrict van 1997 tot 2007 onder de KANU, en van 2007 tot 2013 via de ODM-partij. Hij was de Minister van Binnenlandse Zaken in de Daniel arap Moi-administratie van augustus tot december 2002. Onder de Mwai Kibaki-administratie was hij de Minister van Landbouw van 2008 tot 2010 en de Minister voor Hoger Onderwijs van april tot oktober 2010. Ruto deed voor het eerst mee aan de presidentsverkiezingen tijdens de verkiezingen van 2007, maar verloor van Raila Odinga in de voorverkiezingen van de ODM; samen met Musalia Mudavadi, die tweede werd, steunde hij vervolgens de kandidatuur van Odinga. Hij stelde zich opnieuw kandidaat voor het presidentschap tijdens de verkiezingen van 2013, maar trok zich terug ten gunste van Uhuru Kenyatta. Later werd hij genomineerd om deel te nemen aan de verkiezingen voor de vice-presidentsverkiezing in de verkiezingen van 2013 onder de United Republican Party, waarbij hij de running mate van Uhuru Kenyatta van The National Alliance (TNA) werd. Hij werd herkozen als vicepresident onder de Jubilee Party. Ruto stelde zich met succes kandidaat voor de Keniaanse algemene verkiezingen 2017 en voor het presidentschap in de verkiezingen van 2022, ditmaal onder de United Democratic Alliance (UDA). Te midden van een conflict steunde Kenyatta zijn tegenstander Raila Odinga. De verkiezing werd overschaduwd door beschuldigingen van verkiezingsfraude door bondgenoten van Odinga, hoewel internationale waarnemers dergelijke beweringen niet hebben bevestigd.

## Vroege leven en opleiding
William Ruto is lid van de Kalenjin-bevolkingsgroep uit de Rift Valley Province, en werd geboren op 21 december 1966 in het dorp Sambut Kamagut, Uasin Gishu County, als zoon van Daniel Cheruiyot en Sarah Cheruiyot.

### Opleiding
Ruto begon zijn opleiding aan de Kamagut Primary School, daarna verhuisde hij naar de Kerotet Primary School—beide gelegen in Uasin Gishu County; en hij behaalde zijn Certificate of Primary Education (CPE) aan de laatste. Vervolgens ging hij naar de Wareng Secondary School, nog steeds in Uasin Gishu County, en later naar de Kabsabet High School in Nandi County, waar hij respectievelijk zijn Ordinary Level en Advanced Level behaalde.
Hij schreef zich daarna in aan de University of Nairobi om Botanie en Zoölogie te studeren, en studeerde in 1990 af met een BSc.

## Carrière
Nadat hij in 1990 was afgestudeerd, gaf Ruto gedurende enkele jaren les in het North Rift-gebied. Ook gaf hij leiding aan een kerkkoor.
Zijn politieke carrière begon in 1992, toen hij penningmeester werd van de lobbygroep Youth for Kanu '92 . Nadat de herverkozen president Moi deze beweging had ontbonden, probeerde Ruto verschillende posities te bemachtigen binnen KANU. Later werd hij door Moi aangesteld tot directeur Verkiezingen voor deze partij.
Tijdens de verkiezingen van 1997 verkreeg hij een zetel als parlementslid voor het kiesdistrict Eldoret North. Hij won het van Mois favoriete kandidaat, Reuben Chesire.
In 2007 deed hij namens de Orange Democratic Movement mee met de presidentverkiezingenen eindigde als derde namens zijn partij (na Raila Odinga en Musalia Mudavadi). In oktober 2007 gaf hij zijn functie als secretaris-generaal van KANU, die hij sinds 2002 had, op.
Op 9 april 2013 werd Ruto vicepresident van Kenia, nadat de verkiezingen waren gewonnen door Uhuru Kenyatta.
Op 15 augustus 2022 werd hij uitgeroepen tot winnaar van de presidentsverkiezingen van dat jaar .
- Gemeinsame Normdatei: 1192538102
- International Standard Name Identifier: 0000 0000 3686 8953
- Library of Congress Control Number: n2006201004
- Système universitaire de documentation: 178881643
- Virtual International Authority File: 73294209
- WorldCat: E39PBJhMq3FjV3cWvMrKCmwjYP